# Parajulus coreanus
Parajulus coreanus är en mångfotingart som beskrevs av Pocock 1895. Parajulus coreanus ingår i släktet Parajulus och familjen Parajulidae. Inga underarter finns listade i Catalogue of Life.